# Stephen Fenemore Irwin
Stephen Fenemore Irwin, britanski general, * 1895, † 1964.